# Knik-Fairview
Knik-Fairview ist ein Census-designated place im Matanuska-Susitna Borough von Alaska. Das U.S. Census Bureau hat bei der Volkszählung 2020 eine Einwohnerzahl von 19.297 ermittelt.  

## Geographie
Die Siedlung liegt nordwestlich von Anchorage am Ufer des Knik Arms, einer Bucht des Cook Inlets. 

## Geschichte
1835 entstand an der Stelle des heutigen Knik eine russisch-orthodoxe Mission. Erstmals erwähnt wurde die Siedlung beim U.S. Census von 1880 unter dem Namen „Kinik“. Während der 1880er-Jahre lebte der Ort vom Pelzhandel. Goldfunde im Binnenland Alaskas führten ab 1908 Prospektoren nach Knik, die dort mit ihrer Ausrüstung an Land gingen und Goldfunde verluden. Mit dem Iditarod Trail entstand eine Postverbindung bis nach Nome am Norton Sound. Heute befindet sich in Knik ein Kontrollpunkt des Iditarod-Schlittenhunderennens.
In den Jahren 1913 bis 1915 erlebte Knik eine Blütezeit. Im Sommer lag die Einwohnerzahl bei etwa 500, im Winter bei bis zu 1000. Der Ort verfügte über vier Anlegestellen, zwei Gemischtwarenhandlungen und Hotels und eine Grundschule. Der Bau der Alaska Railroad im Jahr 1915, die Knik umging, ließ viele Bewohner nach Anchorage und Wasilla abwandern. Später siedelten sich Veteranen des Zweiten Weltkriegs und des Koreakriegs in der Region an. In den 1960er-Jahren fielen dem Bau der Knik-Goose Bay Road große Teile der historischen Hafenanlagen und des Ortszentrums zum Opfer. Das ländliche Leben und die Nähe zur Hauptstadt Anchorage ließen die Bevölkerungszahlen wieder steigen.
8,7 % der Einwohner Kniks sind Ureinwohner Alaskas (Tikahtnu Dena'ina), die im staatlich anerkannten Knik Tribal Council organisiert sind.